# Hjelmelandsvågen
Hjelmelandsvågen är en tätort i Hjelmelands kommun i Rogaland fylke i sydvästra Norge. 
Riksväg 13 gick tidigare genom bebyggelsen, men slutar nu vid färjekajen vid Sande där det går en bilfärja till Nesvik på norra sidan av Jøsenfjorden.
Hjelmelandsvågen är en gammal strandstad och längs fjorden öster om Hjelmelandselva finns fortfarande många gamla hus. Tidigare fanns det även sådana byggnader längs floden, men en stor översvämning den 26 november 1940 förstörde detta område. Tio hus togs av översvämningen, som också grävde ut delar av kyrkogården. Området fylldes ut igen, men inget av husen byggdes om. Idag ligger kommunhuset i detta område, medan kyrkogården har flyttats närmare kyrkan på södra sidan av ån.
Norsk Frukt- og Laksefestival anordnas i Hjelmelandsvågen varje år, i september månad. På orten finns även kommunens millennieplats, som är en friluftsscen, ritad av Knut Fosså.

## Galleri

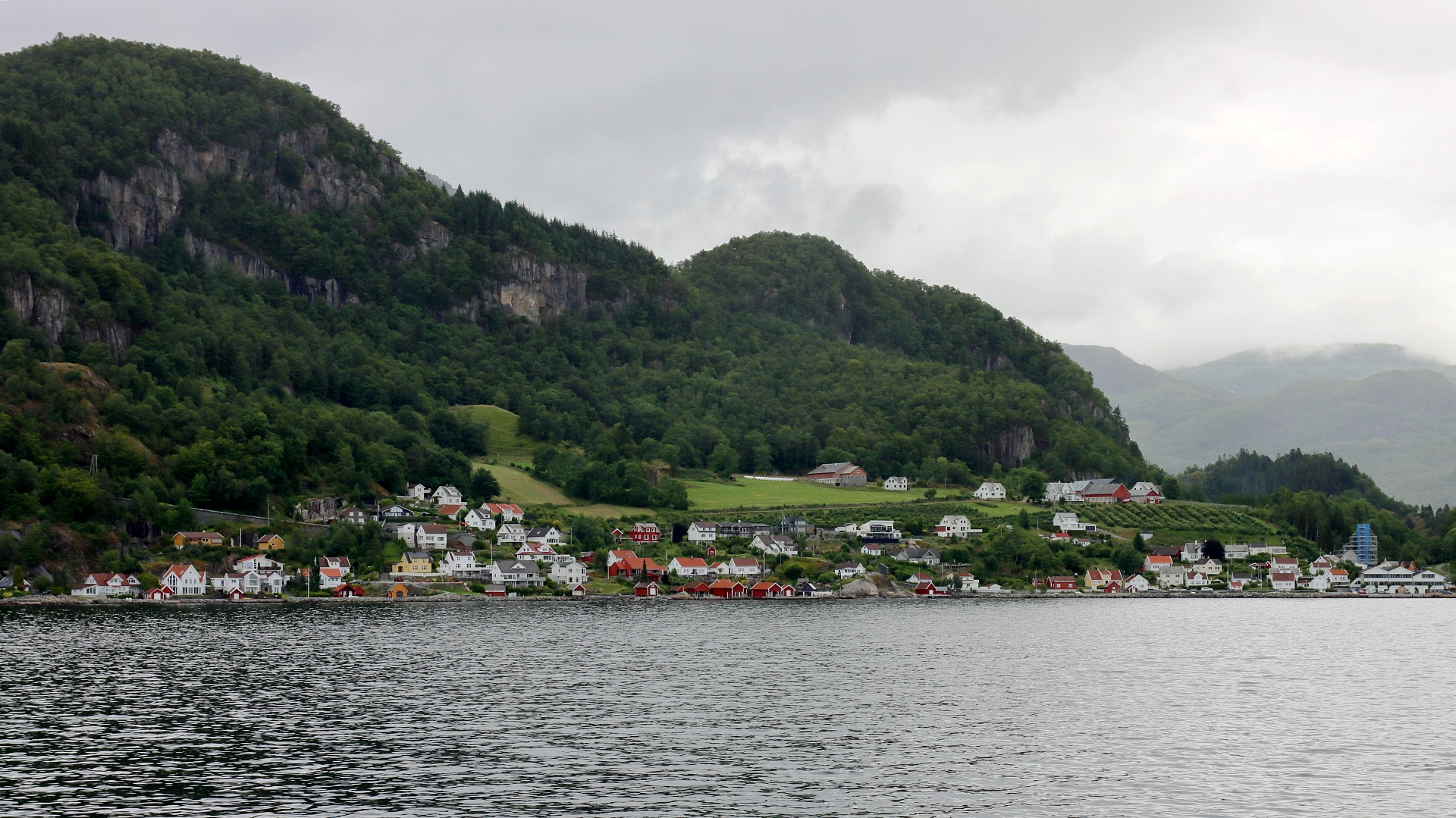
Hjelmelandsvågen.
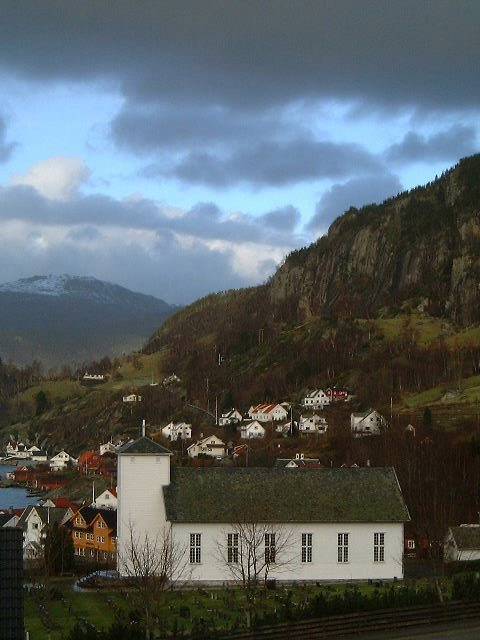
Hjelmeland kirke.
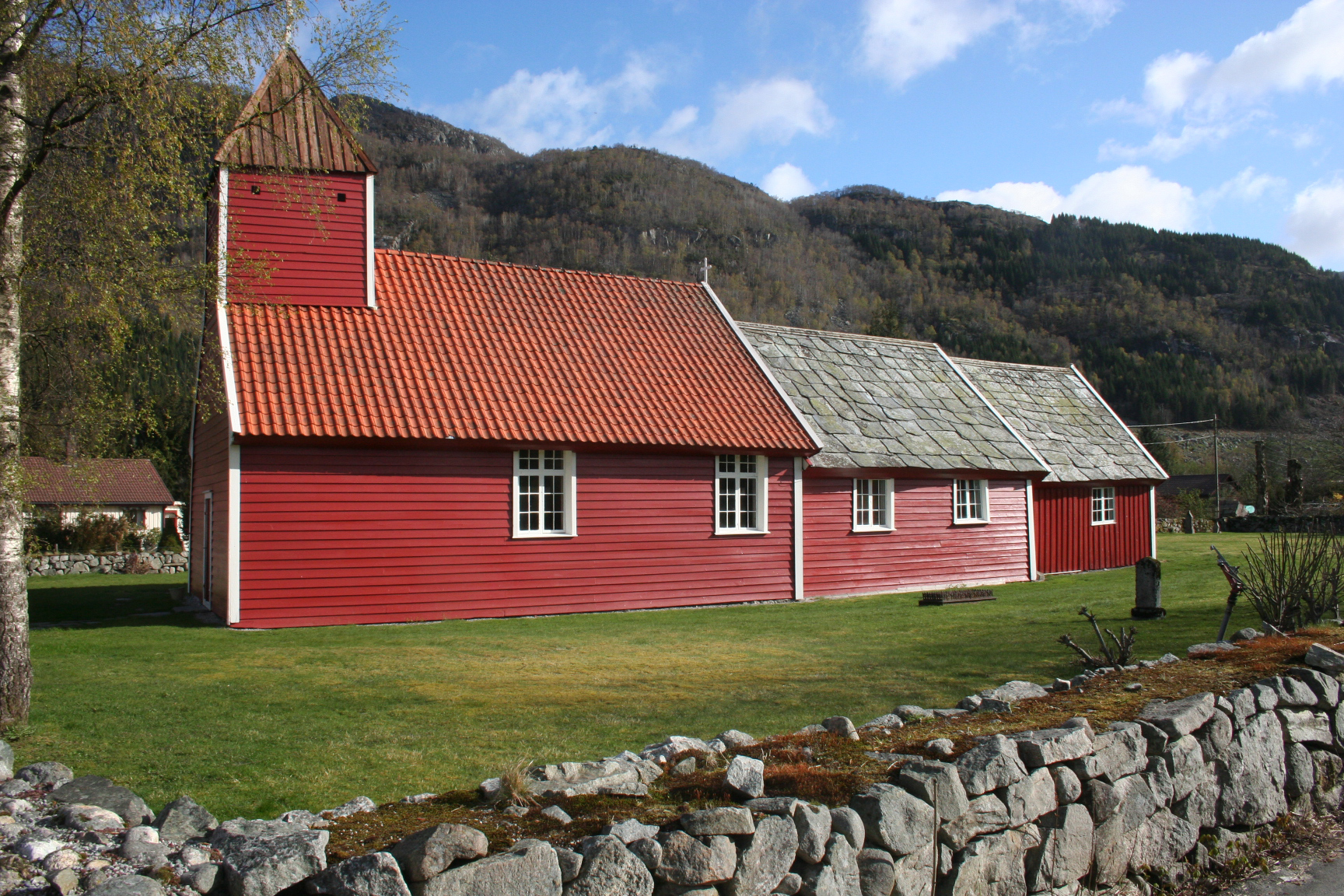
Årdal gamle kirke.